# Arquidiocese de Calicut
A Arquidiocese de Calicut (em latim: Archidiœcesis Calicutensis)é uma circunscrição eclesiástica da Igreja Católica situada em Calecute, Índia. Seu atual arcebispo é Varghese Chakkalakal. Sua Sé é a Catedral da Mãe de Deus de Calecute.
Possui 41 paróquias servidas por 184 padres, abrangendo uma população de 9 164 058 habitantes, com 0,5% da dessa população jurisdicionada batizada (48 050 católicos).

## História
Em 12 de junho de 1923 o Papa Pio XI cria a Diocese de Calicut através dos territórios da Diocese de Coimbatore, Diocese de Mangalore e da Diocese de Mysore, por meio da breve Cum auctus, sendo sufragânea da arquidiocese de Bombaim. Em 1953 a Diocese de Calicut passa a fazer parte da província eclesiástica da arquidiocese de Verapoly por meio da bula Mutant res do Papa Pio XII e perde território para a formação da Eparquia de Tellicherry. Em 1998 perde território para a formação da Diocese de Kannur. Por fim em 2013 a Diocese de Calicut juntamente com a Diocese de Coimbatore perdem território para a formação da Diocese de Sultanpet.
Em 12 de abril de 2025, foi elevada pelo papa Francisco a arquidiocese metropolitana, tendo como sufragâneas as dioceses de Kannur e Sultanpet.

## Lista de bispos
A seguir uma lista de bispos desde a criação da diocese em 1923.
|                       | Nome                       | Período               | Notas                 |
| Arcebispos de Calicut | Arcebispos de Calicut      | Arcebispos de Calicut | Arcebispos de Calicut |
| --------------------- | -------------------------- | --------------------- | --------------------- |
| 1º                    | Varghese Chakkalakal       | 2025 -                |                       |
| Bispos de Calicut     |                            |                       |                       |
| 6º                    | Varghese Chakkalakal       | 2012 - 2025           | Nomeado arcebispo     |
| 5º                    | Joseph Kalathiparambill    | 2002 - 2011           |                       |
| 4º                    | Maxwell Valentine Noronha  | 1980 - 2002           |                       |
| 3º                    | Aldus Maria Patroni, S.J.  | 1948 - 1980           |                       |
| 2º                    | Leone Proserpio, S.J.      | 1937 - 1945           | Faleceu no cargo      |
| 1º                    | Paolo Charles Perini, S.J. | 1923 - 1932           | Faleceu no cargo      |